# هيتومي ايزاوا
هيتومي ايزاوا (باليابانية: 相澤仁美؛ بالكانا: あいざわ ひとみ) هي متسابقة الملكة وعارضة وتارينتو وممثلة يابانية، ولدت في 22 أغسطس 1982 في طوكيو في اليابان.